# جيف لينتون
جيف لينتون (7 مايو 1909 في المملكة المتحدة - 27 ديسمبر 1989 في المكسيك)  (بالإنجليزية: Jeff Linton)‏ هو لاعب كريكت بريطاني. لعب مع نادي مقاطعة غلاموركن للكريكت ‏.